# 喬治亞交通
本文簡述喬治亞的交通狀況。

## 鐵路
喬治亞國內鐵路總長度1,683 km，其中寬軌鐵路總長度1,583 km，窄軌鐵路總長度100 km。首都提比利斯有捷運系統。喬治亞有開往鄰國俄羅斯、亞塞拜然、亞美尼亞、土耳其的國際列車。

## 公路

喬治亞公路地圖

喬治亞國內幹線公路全長1,603公里，所有公路全長18,821公里。

## 港口
喬治亞的主要港口包括巴圖米、波季、蘇胡米等港口。

## 機場
喬治亞有28個機場。提比利斯國際機場是喬治亞最大的機場。